# Штулац (Лебане)
Штулац је насеље у Србији у општини Лебане у Јабланичком округу. Према попису из 2022. било је 185 становника.

## Историја
У близини села Штулац налази се познати рановизантијски локалитет Царичин град (Јустинијана Прима). Североисточно од Царичиног града, поред штулачког сеоског гробља, налазила се и још једна, знатно мања рановизантијска тврђава, чији су остаци пронађени на месту каснијег подизања цркве Светог Илије. Због свог четвороугаоног облика и близине Царичином граду, поједини истраживачи су указали на могућност да се управо на тој локацији налазио Таурисион, родно место цара Јустинијана I (527-565), које је описао историчар Прокопије, а тим поводом је указано и на потребу за предузимањем додатих археолошких истраживања.

## Демографија
У насељу Штулац живи 290 пунолетних становника, а просечна старост становништва износи 43,9 година (44,0 код мушкараца и 43,8 код жена). У насељу има 131 домаћинство, а просечан број чланова по домаћинству је 2,82.
Ово насеље је углавном насељено Србима (према попису из 2002. године), а у последња три пописа, примећен је пад у броју становника.
|  |

| Демографија | Демографија | Демографија |
| Година      | Становника  | Становника  |
| ----------- | ----------- | ----------- |
| 1948.       | 768         |             |
| 1953.       | 782         |             |
| 1961.       | 786         |             |
| 1971.       | 735         |             |
| 1981.       | 626         |             |
| 1991.       | 490         | 490         |
| 2002.       | 370         | 374         |
| 2011.       | 279         |             |
| 2022.       | 185         |             |

| Етнички састав према попису из 2002.‍ | Етнички састав према попису из 2002.‍ | Етнички састав према попису из 2002.‍ | Етнички састав према попису из 2002.‍ | Етнички састав према попису из 2002.‍ |
| ------------------------------------ | ------------------------------------ | ------------------------------------ | ------------------------------------ | ------------------------------------ |
|                                      |                                      |                                      |                                      |                                      |
| Срби                                 | Срби                                 |                                      | 313                                  | 84,59%                               |
| Роми                                 | Роми                                 |                                      | 54                                   | 14,59%                               |
| Руси                                 | Руси                                 |                                      | 1                                    | 0,27%                                |
| Македонци                            | Македонци                            |                                      | 1                                    | 0,27%                                |
| Буњевци                              | Буњевци                              |                                      | 1                                    | 0,27%                                |

| Година пописа     | 1948. | 1953. | 1961. | 1971. | 1981. | 1991. | 2002. |
| ----------------- | ----- | ----- | ----- | ----- | ----- | ----- | ----- |
| Број домаћинстава | 113   | 121   | 137   | 154   | 156   | 156   | 131   |

| Број чланова      | 1  | 2  | 3  | 4  | 5 | 6  | 7 | 8 | 9 | 10 и више | Просек |
| ----------------- | -- | -- | -- | -- | - | -- | - | - | - | --------- | ------ |
| Број домаћинстава | 25 | 49 | 20 | 17 | 5 | 12 | 2 | 1 | 0 | 0         | 2,82   |

| Пол    | Укупно | Неожењен/Неудата | Ожењен/Удата | Удовац/Удовица | Разведен/Разведена | Непознато |
| ------ | ------ | ---------------- | ------------ | -------------- | ------------------ | --------- |
| Мушки  | 152    | 28               | 105          | 15             | 4                  | 0         |
| Женски | 149    | 12               | 104          | 25             | 8                  | 0         |
| УКУПНО | 301    | 40               | 209          | 40             | 12                 | 0         |

| Пол    | Укупно                    | Пољопривреда, лов и шумарство | Рибарство                            | Вађење руде и камена | Прерађивачка индустрија       |
| ------ | ------------------------- | ----------------------------- | ------------------------------------ | -------------------- | ----------------------------- |
| Мушки  | 88                        | 66                            | 0                                    | 0                    | 4                             |
| Женски | 79                        | 69                            | 0                                    | 0                    | 2                             |
| УКУПНО | 167                       | 135                           | 0                                    | 0                    | 6                             |
| Пол    | Производња и снабдевање   | Грађевинарство                | Трговина                             | Хотели и ресторани   | Саобраћај, складиштење и везе |
| Мушки  | 0                         | 9                             | 6                                    | 0                    | 0                             |
| Женски | 0                         | 0                             | 5                                    | 0                    | 0                             |
| УКУПНО | 0                         | 9                             | 11                                   | 0                    | 0                             |
| Пол    | Финансијско посредовање   | Некретнине                    | Државна управа и одбрана             | Образовање           | Здравствени и социјални рад   |
| Мушки  | 1                         | 0                             | 0                                    | 2                    | 0                             |
| Женски | 1                         | 0                             | 0                                    | 2                    | 0                             |
| УКУПНО | 2                         | 0                             | 0                                    | 4                    | 0                             |
| Пол    | Остале услужне активности | Приватна домаћинства          | Екстериторијалне организације и тела | Непознато            | Непознато                     |
| Мушки  | 0                         | 0                             | 0                                    | 0                    | 0                             |
| Женски | 0                         | 0                             | 0                                    | 0                    | 0                             |
| УКУПНО | 0                         | 0                             | 0                                    | 0                    | 0                             |